# Vergonha
Vergonha (do latim verecundia), é:

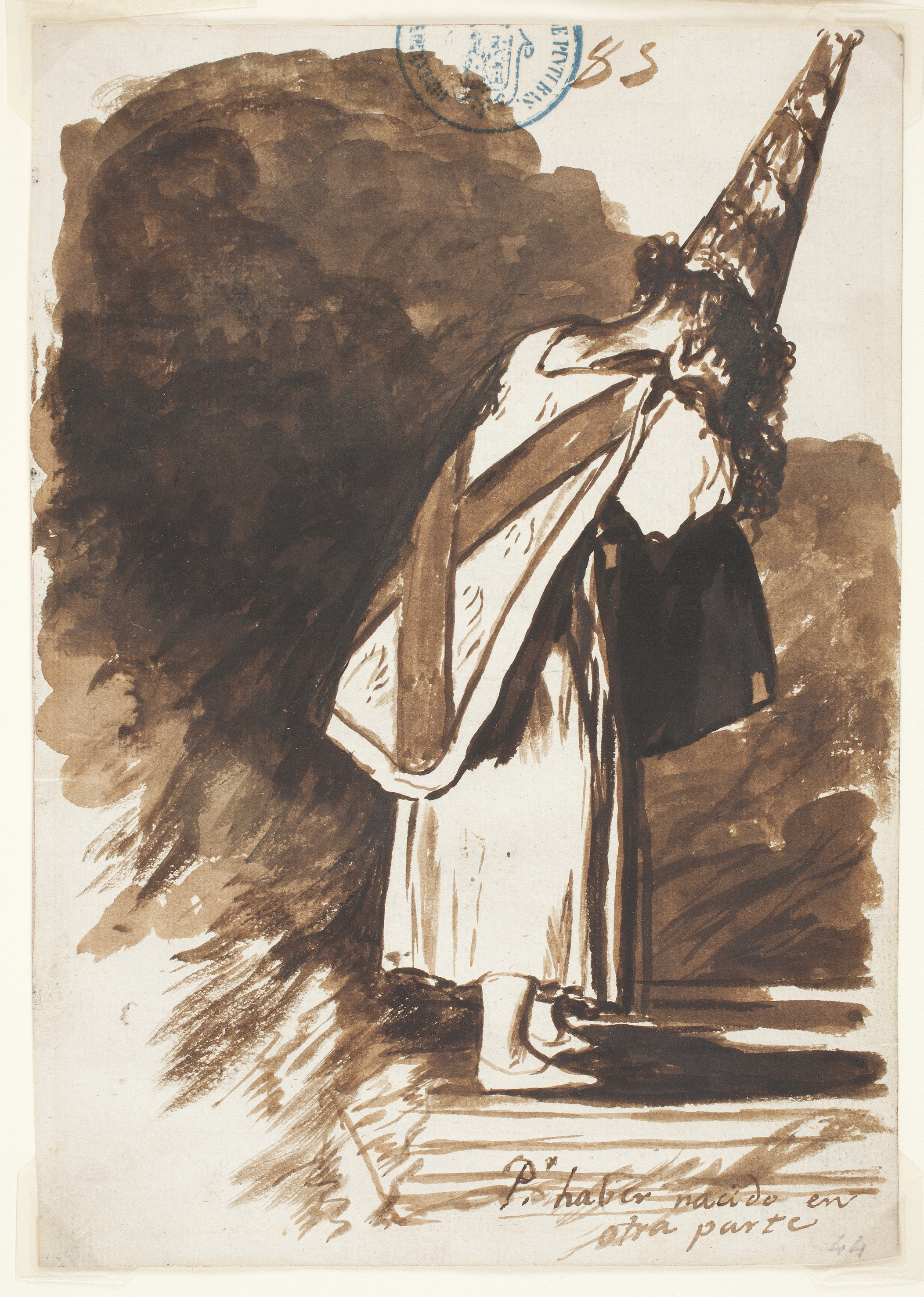
A vergonha, por Goya: Por haber nacido en otra parte (1808-1814, Madri). Nela, o sujeito que leva as mãos ao rosto e que se vira para a direita usa um sambenito e uma coroça, transmitindo vergonha e penitência pelos pecados.

1. uma condição psicológica, com uma sintomatologia de estados fisiológicos, emocionais e cognitivos de auto-anulação subjetiva;
2. uma forma de controlo religioso, político, judicial e social em que os comportamentos são induzidos pela consciência da desonra, desgraça ou condenação.

Aliás, segundo o terapeuta John Bradshaw, a vergonha é a "emoção que nos deixa saber que somos finitos".

## A vergonha é induzida por quem?

### A vergonha pode ser induzida por outrem?
Envergonhar é induzir a vergonha em outrem, atacando ou destruindo a dignidade pessoal de uma pessoa ou grupo.
A vergonha pode ser induzida:
1. verbalmente: pelo ridículo; pelos insultos; pela exposição pública da vulnerabilidade ou fraqueza de uma pessoa ou grupo;
2. fisicamente: pelos ataques; pelo estupro; pelo espancapancamento.

Ações que visam provocar vergonha atacam e diminuem a dignidade humana de um sujeito ou grupo, apartando-o do resto da humanidade.
Se o acusador diz "devias ter vergonha de ti", então, geralmente, pensa que o alvo cometeu algo que o acusador considera vergonhoso. A abreviação "Que vergonha!" desonra a pessoa-alvo e não o facto.
Como a vergonha é complexa e, comummente, tabu, confunde-se muito vergonha com culpa. Além disso, segundo os apologistas da dignidade humana, é importante separar a falsa condenação da culpa genuína, visto que a vergonha especiosa é frequentemente usada como forma de agressão relacional contra pessoas inocentes.

### A vergonha pode ser induzida por si mesmo?
É também possível envergonhar-se a si próprio com formas genuínas ou falsas de autocondenação. Numa forma gráfica, o filme canadense Black Robe mostra um padre católico que se autoflagela por ter desejos proibidos. Outra forma de vergonha própria ocorre em pessoas que conectam sua autoavaliação interna com condições externas como em "eu perdi, portanto, eu sou um perdedor", "ele me rejeitou, portanto, eu não sou bom" ou "fomos atingidos por um maremoto, portanto, nós estávamos errados". Visto que a vergonha de si mesmo depende de ideologias internalizadas do tipo envergonhado × descarado.
A vergonha de si mesmo pode ser internalizada como identidade após um ultraje. Uma pessoa pode sentir que sua dignidade foi permanentemente perdida, seja por fazer parte de um grupo que é socialmente estigmatizado ou por vivenciar ultraje ou ridículo. As crianças são especialmente vulneráveis à formação de uma identidade de vergonha própria durante seu desenvolvimento.

## O que é e o que não é a vergonha?

### A vergonha pode ser a culpa?
Não há distinção-padrão entre vergonha e culpa. A antropóloga cultural Ruth Benedict descreve a vergonha como uma violação de valores culturais e sociais enquanto sentimentos de culpa emergem de violações de valores internos. É possível sentir-se envergonhado de pensamentos ou comportamentos que ninguém saiba bem como sentir-se culpado por ações que ganham a aprovação de outros. Todavia, em Facing Shame, os terapeutas Fossum e Mason declaram que "enquanto a culpa é um sentimento doloroso de remorso e responsabilidade pelas ações de alguém, a vergonha é um sentimento doloroso sobre alguém enquanto pessoa". A vergonha é necessária para estabelecer limites, na infância, visto que crianças pequenas são incapazes de associar causa e efeito por si mesmas. Todavia, quando as crianças se tornam mais capazes de julgar suas próprias ações, a culpa se torna a formadora da consciência. Embora, em geral, a culpa guie as consciências dos adultos, a vergonha intrínseca está frequentemente presente nos adultos também.

### A vergonha pode ser o embaraço?
A vergonha difere do embaraço no quesito de que não envolve necessariamente humilhação pública: alguém pode sentir vergonha por um acto que apenas a própria pessoa conhece, mas para que se sinta embaraçado, suas ações têm de ser reveladas a outrem. Também, a vergonha carrega a conotação de uma resposta às condições que são consideradas moralmente erradas; por outro lado, alguém pode sentir-se embaraçado a respeito de ações que são moralmente neutras mas socialmente inaceitáveis (tais como um acidente). Outro ponto de vista sobre a diferença entre vergonha e embaraço é que as duas emoções jazem num continuum e somente diferem em intensidade. O desejo de entrar num buraco e sumir das vistas, para se esconder dos olhares daqueles que testemunharam o embaraço ou humilhação de alguém é comum a ambos.

### A vergonha pode ser tóxica?
Psicólogos usam frequentemente o termo vergonha "tóxica" para descrever vergonha falsa, e portanto, patológica. O terapeuta John Bradshaw declara que a vergonha tóxica é induzida, nas crianças, por todas as formas de abuso infantil. Incesto e outras formas de abuso sexual de crianças podem causar vergonha tóxica particularmente grave. A vergonha tóxica frequentemente induz o que é conhecido como trauma complexo em crianças que não podem lidar com a vergonha tóxica quando ela ocorre e que dissociam a vergonha até que seja possível lidar com isso.
A vergonha (e o envergonhar) está frequentemente associada com a tortura. É também uma característica central da punição, expulsão ou ostracismo. Em acréscimo, a vergonha é frequentemente vista em vítimas de abandono, abuso e uma hoste de outros crimes contra as crianças. O incesto parental é considerado a forma definitiva de envergonhamento por psicólogos infantis.

### A vergonha pode ser religiosa?
Vergonha é um tema-chave (se controverso) em religião. Religiões que afirmam que somente Deus ou outros seres espirituais são perfeitos neste sentido, atribuem um certo tipo de vergonha aos seres humanos. Em muitos casos, esta vergonha está associada com a sexualidade e outras características carnais dos seres humanos, embora outros possam arguir que somente as expressões pecaminosas destas características devessem ser motivo de vergonha.
A fé religiosa pode criar a base para a vergonha porque esta reflete ideias internalizadas quanto ao que é certo e apropriado e sobre o que é errado e impróprio. Isto significa que técnicas de tortura que visem envergonhar seguidores de uma determinada religião podem meramente excitar outras pessoas (por exemplo, nudez). Contrariamente, religiões podem associar honra com certos comportamentos (por exemplo, martírio no Cristianismo, véus no Islão) que outros consideram vergonhosos. As ideias e a força com as quais ideias religiosas (e outras) são mantidas parecem influenciar se a vergonha ocorre e em que grau, sobre um determinado assunto.

### A vergonha pode ser substituta?
Os psicólogos introduziram recentemente a noção de vergonha substituta, a qual se refere a experiência de se envergonhar no lugar de outrem. Indivíduos variam em sua tendência de experimentar vergonha substituta, a qual está relacionada à neurose e a tendência de experimentar vergonha pessoal. Pessoas extremamente propensas a envergonhar-se podem mesmo experimentar vergonha da vergonha substituta: vergonha em relação a uma pessoa que por sua vez sente vergonha no lugar de uma terceira pessoa (ou possivelmente no lugar do próprio indivíduo).

## Qual é a relação entre a vergonha e a socialização?
Geralmente, a vergonha é também considerada um dos pilares da socialização em todas as sociedades. Ela é amparada em precedentes legais como um pilar de punição e correção ostensiva.
A vergonha tem sido vinculada ao narcisismo na literatura psicanalítica. Ela é uma das emoções mais intensas. O indivíduo que a experimenta pode sentir-se totalmente desprezível, inútil e sentir que não há redenção.
De acordo com a antropóloga Ruth Benedict, as culturas podem ser classificadas por sua ênfase em usar vergonha ou culpa para regular as atividades sociais de seus membros. Algumas culturas asiáticas, China e Japão por exemplo, são consideradas culturas da vergonha. As culturas europeias e americanas modernas, como a dos Estados Unidos, são consideradas culturas da culpa. Por exemplo, a sociedade tradicional japonesa e a da Grécia Antiga são por vezes ditas serem "baseadas na vergonha" em vez de "baseadas na culpa", visto que as consequências sociais de "ser apanhado" são vistos como mais importantes do que os sentimentos do indivíduo ou experiências do agente.
A violação das opiniões compartilhadas e comportamentos esperados de um indivíduo causam o sentimento de vergonha pela reprovação associada e dessa forma são muito eficientes em pautar o comportamento de um grupo ou sociedade.
A vergonha é a forma favorita de controle usada pelas pessoas que cometem a "agressão relacional", também conhecida (incorretamente) como "bullying feminino". Ela é uma arma potente no âmbito do casamento, da família e da religião. Ela é também utilizada nos locais de trabalho como uma forma de controle social ou agressão dissimulada.

## Ocitânia
No sul da França, Vergonha refere-se à prática de estigmatizar pessoas que usam Occitan ou outros dialetos locais, que começaram após a Revolução Francesa, numa tentativa de forçar toda a população a abandonar os dialetos em favor do francês padrão.

## Leituras adicionais
- BRADSHAW, John. Healing the Shame That Binds You, HCI, 1988.
- FOSSUM, Merle e MASON, Marilyn. Facing Shame: Families in Recovery, W.W. Norton, 1986.
- KAUFMAN, Gershen. Shame: The Power of Caring, 3ª edição, Schenkman Books, Rochester, VT, 1992.
- MIDDELTON-MOZ-Moz, Jane. Shame and Guilt: Masters of Disguise, HCI, 1990.